# Kriva Reka (Nordmakedonien)
Kriva Reka är en å i Nordmakedonien. Den ligger i den centrala delen av landet, 40 kilometer öster om huvudstaden Skopje.